# 紹爾戈陶爾揚
紹爾戈陶爾揚（匈牙利語：Salgótarján，匈牙利語發音：[ˈʃɒlɡoːtɒrjaːn]）是位於匈牙利北部的一個城市。紹爾戈陶爾揚是諾格拉德州的首府所在地。該市在中世紀時期就已經存在了。采煤業曾經是這里的主要產業。1956年匈牙利革命期间曾发生大规模死伤事件。